# Maksim Ammosow
Maksim Kirowicz Ammosow (ros. Макси́м Ки́рович Аммо́сов,  ur. 22 grudnia 1897 w obwodzie jakuckim, zm. 28 lipca 1938 w Moskwie) – przewodniczący Rady Komisarzy Ludowych Jakuckiej ASRR (1925-1928).

## Życiorys
Od września 1914 do lutego 1918 kształcił się w seminarium nauczycielskim w Jakucku, 1916 wstąpił do SDPRR, a w marcu 1917 do SDPRR(b). Od marca 1917 sekretarz biura wykonawczego jakuckiego komitetu bezpieczeństwa publicznego, w marcu 1918 aresztowany i zesłany do guberni tomskiej, od 1 lipca do sierpnia 1918 sekretarz Komitetu Wykonawczego Rady Jakuckiej, komisarz oświaty Jakuckiej Rady Komisarzy Ludowych, w sierpniu 1918 ponownie aresztowany, w październiku 1918 zesłany do guberni irkuckiej i guberni tomskiej, 1919-1920 był kierownikiem Syberyjskiej Ekspedycji KC RKP(b). Od 3 marca 1920 pełnomocnik Syberyjskiego Biura KC RKP(b) ds. Utworzenia Jakuckiego Komitetu RKP(b) i Syberyjskiego Komitetu Rewolucyjnego ds. Organizacji Władzy Sowieckiej w Jakucji. Odegrał dużą rolę w organizowaniu władzy bolszewickiej w Jakucji.
Od 5 czerwca 1920 do 22 sierpnia 1921 przewodniczący Jakuckiego Rejonowego/Gubernialnego Komitetu Rewolucyjnego, od 6 czerwca 1920 przewodniczący Jakuckiego Rejonowego/Gubernialnego Biura Organizacyjnego RKP(b), później do czerwca 1921 sekretarz odpowiedzialny Jakuckiego Gubernialnego Biura Organizacyjnego RKP(b), od sierpnia 1921 do czerwca 1922 kierownik Sekcji Jakuckiej przy Jakuckim Biurze Gubernialnym RKP(b). Od czerwca do 24 grudnia 1922 sekretarz odpowiedzialny Jakuckiego Obwodowego Biura Organizacyjnego RKP(b), od stycznia do marca 1923 sekretarz odpowiedzialny Jakuckiego Komitetu Obwodowego RKP(b), od marca do sierpnia 1923 ludowy komisarz handlu i przemysłu Jakuckiej ASRR, od sierpnia 1923 do lipca 1925 stały przedstawiciel Jakuckiej ASRR przy Prezydium WCIK. Od czerwca 1925 do sierpnia 1928 przewodniczący Rady Komisarzy Ludowych Jakuckiej ASRR, równocześnie od marca 1927 do sierpnia 1928 przewodniczący Centralnego Komitetu Wykonawczego (CIK) Jakuckiej ASRR, od sierpnia 1928 do września 1930 instruktor KC WKP(b), od września 1930 do lutego 1932 studiował na Wydziale Teoretycznym Agrarnego Instytutu Czerwonej Profesury, od marca do 5 czerwca 1932 I sekretarz Biura Organizacyjnego Kazachstańskiego Krajowego Komitetu WKP(b) na obwód zachodniokazachstański. Od 6 czerwca 1932 do marca 1934 I sekretarz Zachodniokazachstańskiego Komitetu Obwodowego WKP(b), od marca 1934 do 3 kwietnia 1937 I sekretarz Karagandzkiego/Północnokazachstańskiego Komitetu Obwodowego WKP(b), od 22 marca do 23 kwietnia 1937 I sekretarz Kirgiskiego Komitetu Obwodowego WKP(b), od 23 kwietnia do 5 czerwca 1937 p.o. I sekretarza, a od 16 czerwca do 7 listopada 1937 I sekretarz KC Komunistycznej Partii Kirgizji.
16 listopada 1937 aresztowany, osadzony w więzieniu w mieście Frunze (obecnie Biszkek), 28 lutego 1938 przewieziony do Moskwy, 28 lipca 1938 skazany na śmierć przez Wojskowe Kolegium Sądu Najwyższego ZSRR i rozstrzelany. 28 kwietnia 1956 pośmiertnie zrehabilitowany.